# Brittonia
Brittonia is een botanisch tijdschrift: het is vernoemd naar de botanicus Nathaniel Lord Britton. Het tijdschrift verschijnt sinds 1931. Vanaf 2008 wordt het tijdschrift uitgegeven door Springer namens de New York Botanical Garden Press, het uitgeversprogramma van de New York Botanical Garden. De huidige ondertitel luidt: A Journal of Systematic Botany. Momenteel wordt het tijdschrift elk kwartaal gepubliceerd, in zowel een papieren als een online versie. De  redacteur is Lawrence M. Kelly. 
In het tijdschrift worden onderzoeksartikelen gepubliceerd over het hele werkgebied van de systematische botanie waaronder anatomie, botanische historie, chemotaxonomie, ecologie, morfologie, paleobotanie, fylogenie, taxonomie en fytogeografie. Elk nummer bevat artikelen van de stafleden van de New York Botanical Garden en de internationale botanische gemeenschap. Tevens bevat het tijdschrift boekrecensies en mededelingen. 
Wetenschappers die in het tijdschrift hebben gepubliceerd, zijn onder meer Frank Almeda, Arne Anderberg, Fred Barrie, Dennis Breedlove, Brian Boom, Sherwin Carlquist, Armando Carlos Cervi, Alain Chautems, Thomas Croat, Arthur Cronquist, Thomas Daniel, Otto Degener, Laurence Dorr, Robert Dressler, Lynn Gillespie, Peter Goldblatt, Jean-Jacques de Granville, Walter Judd, Ellsworth Paine Killip, Robert Merrill King, Gwilym Lewis, Bassett Maguire, Lucinda McDade, John McNeill, Elmer Drew Merrill, Scott Mori, José Panero, Timothy Plowman, Ghillean Prance, Peter Raven, Harold Robinson, Laurence Skog, Erik Smets, Douglas Soltis, Pamela Soltis, Julian Alfred Steyermark, Fabio Augusto Vitta, Warren L. Wagner, Dieter Wasshausen, Maximilian Weigend, Henk van der Werff en Scott Zona. 
Nota bene: Brittonia is ook een synoniem van het geslacht Ferocactus uit de cactusfamilie.  